# تاریخ تهران
در دی ماه ۱۳۹۳ اسکلت یک انسان در منطقه مولوی تهران متعلق به حدود ۷۰۰۰ سال پیش کشف گردید. اسکلت هفت هزارسالهٔ یک زن که در حفاری فاضلاب در محلهٔ مولوی تهران کشف و به‌وسیلهٔ رایانه تصویرسازی شد، گمانه‌زنی‌ها در مورد تاریخ تهران را دچار تحول کرد.
چندی بعد در فروردین ۱۳۹۴، دومین اسکلت انسان به‌همراه ابزارهای سنگی در نزدیکی همان محل یافت شد.
به گفتهٔ سرپرست گروه باستان‌شناسی پس از این اکتشاف، کشف ابزارآلات سنگی شامل سنگ‌ساب، مشته و تراشه به همراه بقایایی از کف و سازه‌های حرارتی و در کنار آن تدفین انسان دوم، تأییدی بر وجود محوطه‌ای بزرگ باستانی مدفون در نزدیکی چهارراه مولوی تهران است.
پیش‌تر در اثر کاوش‌های علمی سیف‌الله کامبخش‌فرد، در سال ۱۳۴۸ در ارتفاعات قیطریه، دومین کشف بزرگ باستان‌شناسی تهران پس از ری به دست آمده بود که قدمت تمدن در این شهر را به سه هزار و دویست سال پیش از آن می‌رساند.
ویژگی‌های معماری منحصر به فرد تهران برای ناظران اولیه جالب توجه بود. خانه‌ها در میان حصارهای انبوه و پرپشت پراکنده بودند و پناهگاهی امن برای ساکنان فراهم می‌کردند. بسیاری از این خانه‌ها زیرزمینی یا نیمه‌زیرزمینی بودند که دسترسی به آنها را دشوار می‌ساخت. قزوینی آنها را به «حفره‌های جربوعه» (کَنافِقَائِی الیَرْبُع) تشبیه کرده است. این عادات غارنشینی تا حدی تا زمان‌های نسبتاً اخیر ادامه داشت. اگرچه نویسندگان دوره صفوی دیگر به این موضوع اشاره نکردند، اما مسافر کِر پورتِر در سال ۱۸۱۸ مشاهده کرد که در داخل شهر، چاه‌ها و حفره‌هایی به مسکن‌های زیرزمینی برای فقرا یا اصطبل‌هایی برای حیوانات بارکش منتهی می‌شد. چنین شرایط زندگی احتمالاً به امنیت در جوّ ناآرام شهر کمک می‌کرد، هرچند که این پدیده در سرتاسر شمال ایران به عنوان راهی برای مقابله با سرماهای زمستانی رایج بود.

نقشه تهران در سال ۱۸۸۹ میلادی

## تاریخچهٔ سیاسی

کاروانسرایی در تهران، سال ۱۳۰۳

در مقطعی کاروان‌های بزرگ که از محورهای مورد بحث عبور می‌کردند شکارهای سودمندی بودند و بعضاً مورد حمله چپاول راهزنان واقع می‌شدند. در این بین بخشی از روستای تهران کانون چپاولگران و نهانگاه کالاهای دزدیده شده بود و این وضع تا زمان شاه تهماسب صفوی که قزوین را به عنوان پایتخت خود انتخاب نمود ادامه داشت. 
تهران در برابر حملهٔ افغان‌ها (پشتون‌ها) ایستادگی زیادی کرد و به همین خاطر آن‌ها پس از تصرف تهران این شهر را ویران کردند و باغ‌ها و تاکستان‌های آن را از میان بردند.
در زمان نادرشاه تهران دوباره نام و نشانی یافت و در همین شهر بود که نادرشاه رهبران بزرگ شیعه و سنّی را گرد هم آورد و پیشنهاد اتحاد اسلامی و رفع اختلاف‌ها را به آن‌ها داد.
تا پیش از کشف تمدّن قیطریّه و هم چنین کشف آثاری در تپّه‌های عباس‌آباد، گمان می‌رفت پیشینهٔ تاریخی نواحی محدوده این شهر به آثار یافت‌شده در شهر ری محدود می‌شود، ولی اکتشافات باستان‌شناسی در تپّه‌های عباس‌آباد، بوستان پنجم خیابان پاسداران و درّوس، نشان داده آبادی‌های ناحیهٔ تاریخی قصران، دوره‌ای درخشان از استقرار اقوام کهن و خلّاقیّت‌های فرهنگی را پشت سر گذارده‌اند.
در فارسنامهٔ ابن بلخی نیز که مربوط به سال‌های ۵۰۰ تا ۵۱۰ هجری قمری‌است، از شهر تهران به دلیل انار های مرغوبش یاد شده‌است. اگرچه در آثار مکتوب کهن از تهران پیش از اسلام نام برده نشده‌است، امّا حفّاری‌های باستان‌شناسی ۱۳۲۱ خورشیدی در روستا‍ی درّوس شمیران نشان می‌دهد که در این ناحیه، در هزارهٔ دوّم پیش از میلاد، مردمی متمدّن زندگی می‌کرده‌اند.
تهران پس از پایان تمدن‌های مولوی (۷۰۰۰ ساله) و قیطریه (۳۳۰۰ ساله)، در ۸۰۰ سال پیش روستایی نسبتاً بزرگ بود که بین شهر بزرگ و معروف آن زمان، شهر ری و کوهپایه‌های البرز قرار داشت. نخستین نوشتهٔ کشف شده از نام آن در ذکر زندگینامهٔ ابوعبدالله حافظ تهرانی متولد ۱۸۴ خ. آمده‌است.
به سال ۴۶۳ قمری نیز بار دیگر، نام «طهران» در کتاب «تاریخ بغدادی» ثبت گردید.
پس از حملهٔ مغولان به ری و تخریب این شهر، تهران بیش از پیش رشد یافت و عدّه‌ای از اهالی آوارهٔ ری را نیز در خود جای داد و مساحتش در این دوران به ۱۰۶ هکتار رسیده بود.
در ۸۰۵ق/ ۱۴۰۴م، سفیر پادشاه کاستیل، کلاویخو، در راه سمرقند و به مقصود دیدن امیر تیمور گورکانی، از تهران گذر می‌کند. به گفته او: «... تهران شهری است بسیار بزرگ بدون دیوار و بارو. منزلگه ایست بسیار لذت بخش با تمام وسایل راحتی. می‌گویند هوایش برای سلامتی خوب نیست و تابستانهایش بسیار گرم است…»
این منطقه در زمان سلسله صفوی به علّت این‌که بقعه سید حمزه جدّ اعلای صفویه در نزدیکی حرم شاهزاده عبدالعظیم قرار داشت و تهران نیز دارای باغ‌های خوش آب و هوا بود، مورد توجّه قرار گرفت.
نخستین بار، شاه طهماسب اول صفوی در 961 قمری معادل 932 شمسی هنگام گذر از تهران باغ و بوستان فراوان این شهر را پسندید و دستور داد تا بارو و خندقی به دورش بکشند، این بارو که ۱۱۴ برج به عدد سوره‌های قرآن و چهار دروازه رو به چهار سوی دنیای پیرامون داشت، از شمال به میدان توپ‌خانه و خیابان سپه، از جنوب به خیابان مولوی، از شرق به خیابان ری و از غرب به خیابان وحدت اسلامی (شاپور) محدود می‌شد، مساحت تهران در این دوران به ۴۴۰ هکتار رسید. در دورهٔ شاه عبّاس اول (۹۶۶ تا ۱۰۰۷ خ) پل، کاخ و کاروانسراهای زیادی بنا شد، در بخش شمالی برج و باروی شاه تهماسبی، چهارباغ و چنارستانی ساخته شد که بعدها دورش را دیواری کشیدند و به صورت کاخ (کاخ گلستان) و مقرّ حکومتی درآوردند.

نام تهران (Taheran) در نقشه ایران در دوره افشاریه

کریمخان زند به مدّت ۴ سال تهران را مرکز حکومت خود قرار داد و در محوّطهٔ ارگ بناهای جدیدی احداث نمود.
آغا محمدخان برابر نوروز ۱۱۶۴ خ. تهران را به پایتختی برگزید و در همین شهر تاج‌گذاری کرد. با گزینش این شهر به پایتختی روند گسترش کمّی و کیفی آن متحول شد و در مدّت ۲۲۰ سال جمعیّت آن از حدود ۱۵۰۰۰ نفر در سال ۱۱۶۴ خ. به بیش از ۷ میلیون نفر در سال ۱۳۸۴ رسید و وسعتش از حدود ۴٫۴ کیلومتر مربّع به بیش از ۷۳۰ کیلومتر مربّع افزایش یافت. در دورهٔ حکومت آغامحمدخان قاجار، تهران به پایتختی برگزیده شد، روز یکشنبه ۱۱ جمادی‌الثانی ۱۱۶۴ خ. هم‌زمان با عید نوروز آغا محمد خان قاجار در خلوت کریم‌خانی تاج سلطنت ایران را بر سر گذارد و تهران را به عنوان پایتخت این کشور معرفی کرد.
در طول جنگ جهانی اول، علیرغم اعلام رسمی بی‌طرفی ایران، دو کشور بریتانیا و امپراتوری روسیه به دلیل عدم اعتماد باعث نقض حاکمیت ارضی شدند. روسیه، پس از اشغال شمال غرب ایران، در اطراف قزوین لشکر کشید وبا نزدیک شدن به تهران (پایتخت ایران) باعث بحرانی شدن اوضاع تهران و انحلال مجلس شد. به طوری که احمدشاه و اطرافیان تصمیم گرفتند که با ترک تهران و جا به جایی پایتخت، سلسله قاجار را حفظ کنند. اما از دست رفتن پایتخت ممکن بود به شورش شهرها منجر شود. از این رو با جداسازی دولت و سلطنت، پایتخت دولت وقت به قم و سپس به اصفهان مهاجرت کرد و پایتخت سلطنت همچنان در تهران ماند. برای ایستادگی در برابر نیروهای روسیه و جا به جایی پایتخت دولت از تهران به قم و حفظ پایتخت سلطنت در تهران،  نیروهای مردمی به رهبری حیدر لطیفیان در نبردی موسوم به نبرد رباط‌کریم در اطراف تهران در برابر نیروهای روس مقاومت کردند. با آن که مقاومت مردمی در برابر روس ها شکست خورد، اما در هدف حفظ تهران از تسخیر توسط روسیه موفق شدند و پایتخت همچنان تهران ماند.
در دهه۱۳۲۰ و ۱۳۳۰ شهر اساساً نیاز به گسترش و تغییر داشت. این تغییرات در زمان رضا شاه پهلوی آغاز شد. در دوره او برخی بناهای قدیمی با یک اسلوب معین تخریب شدند و ساختمان‌های مدرن با سبک‌های ایرانی پیش از اسلام، از جمله بانک ملی، ساختمان امنیّه، ساختمان تلگراف و تلفن و دانشکدهٔ نظامی در جاهای مشخّص به خودشان ساخته شدند. بازار تهران نیز در راستای این خطّ مشی به دو نیم تقسیم شد و بسیاری از ساختمان‌های تاریخی به منظور ایجاد راه‌های درون‌شهری در پایتخت تخریب شدند. نمونه‌های بسیاری از باغ‌های ایرانی نیز با توجه به مدرن سازی و ایجاد شبکه جاده‌ای در شهر مشمول این طرح شدند.

تهران برای نخستین بار توسّط ایل قاجار پایتخت ایران شد. تصویر کتیبهٔ فتحعلی شاه، روی تپّهٔ سنگی چشمه علی واقع در شمال شهر ری منطقه ۲۰ تهران

در خلال جنگ جهانی دوم، نیروهای نظامی بریتانیا و شوروی وارد شهر تهران شدند.
در سال ۱۹۴۳ تهران محلّ برگزاری کنفرانس تهران بود. در دههٔ ۱۹۶۰ و ۱۹۷۰ (دورهٔ محمدرضا شاه پهلوی)، تهران به سرعت توسعه پیدا کرد و طرح‌های زیادی ریخته شد. ساختمان‌های جدید، کم‌کم بیشتر و بیشتر شدند و خیابان‌ها گسترش پیدا کردند. طرح‌های دورهٔ محمدرضا شاه پهلوی با انقلاب ۱۳۵۷ ایران تقریباً متوقّف شد. در طول جنگ ایران و عراق، تهران بارها مورد حملات موشکی و هوایی قرار گرفت و بسیاری از مردم تهران در نتیجهٔ این حملات کشته و مجروح شدند. پس از هر حملهٔ هوایی، مواضع تخریب شده بازسازی می‌شدند.
پس از جنگ ایران و عراق، رشد عمرانی تهران از سرگرفته شد. در زمان غلامحسین کرباسچی شهردار تهران، فعّالیّت‌های متعدّدی در عمران شهری صورت گرفت. مترو تهران در این دوره حفّاری‌های گسترده‌ای داشت و پروژه‌هایی نظیر پروژهٔ بزرگراه نواب صفوی، در این دوره تکمیل شد. در زمان تصدّی شهرداری توسط محمدباقر قالیباف نیز توسعه رو به افزایش بود، تونل توحید، پل جوادیه و برج میلاد در این دوره افتتاح شدند.

## تاریخ کشاورزی
ساکنان تهران باغبانان ماهری بودند و از محصولات باغات (بساتین) و میوه‌ستان‌های خود برای تأمین معیشت استفاده می‌کردند. آنها میوه‌ها و سبزیجات خود را به شهر بزرگ‌تر نزدیک، یعنی ری، می‌بردند. گزارش‌های تاریخی، از جمله آنهایی که از بالخی آمده، کیفیت پسته‌های تهران را ستوده‌اند. گفته شده است که شاه عباس بزرگ آنقدر میوه در تهران خورده بود که بیمار شد و به همین دلیل تصمیم گرفت هرگز به تهران بازنگردد.

## پیشرفت
به عبارتی دیگر تهران ترقی و حرکت سریع خود به سوی پیشرفت را از سال انتقال پایتخت به قزوین آغاز کرد و شاه تهماسب صفوی به دلیل آنکه سید حمزه، جد اعلای صفویه در شهر ری و در جوار حرم شاه عبدالعظیم مدفون بود گاه به زیارت می‌رفت. او با افزایش رفت‌وآمدهایش دستور داد پیرامون آن باروی محکمی برای وی بسازند. همچنین دستور داد بناهای جدید بسازند که در سال ۹۷۱ ه- ق با ایجاد ۱۱۴ برج (به تعداد سوره‌های قرآن) در تهران آغاز شد و وی دستور داد در زیر هر برج یکی از سوره‌های قرآن را دفن کنند.
حصاری که دور تهران کشیده شد شش هزار قدم طول داشت و برای ساختمان آن و برج‌هایش از دو نقطه خاک برداری کردند که بعدها یکی از دو محل به «چاله‌میدان» و دیگری به «چاله‌حصار» معروف شد.
پس از انقراض صفویه، نادر شاه افشار در سال ۱۱۵۴ ه- ق تهران را به رسم تیول به پسر خود رضا قلی داد و پس از افشاریه، کریم خان زند به علت درگیری و نزاع با محمدحسن خان قاجار و از آنجا که تهران در نزدیکی طبرستان (یعنی مقر اصلی محمدحسن خان) قرار داشت صلاح خود را در اقامت در تهران دید.

## تهران دارالخلافه شد
بعد از مرگ کریمخان زند، آغا محمد خان قاجار در سال ۱۲۰۰ ه- ق در اول فروردین بر تخت سلطنت نشست و تهران را به‌عنوان پایتخت برگزید و «دارالخلافه» نامید.
انتخاب تهران به عنوان پایتخت از سوی خان قاجار چند علت داشته که مهم‌ترین آن‌ها نزدیکی به اراضی حاصل خیز ورامین و مجاورت آن با محل استقرار ایلات ساوجبلاغ بوده‌است، مضافاً ایلات غرب ساکن در ورامین، یعنی هواخواهان وی در حوالی تهران اقامت داشتند و جز این، تهران با استرآباد و مازندران که در حقیقت ستاد اصلی نیروهایش بود فاصله چندانی نداشته‌است.
در زمان سلطنت فتحعلی شاه قاجار بر اثر موج حرکت ایران به سوی غرب، تهران بیش از پیش آباد گردید. از جمعیت تهران در دوره فتحعلی شاه اطلاع دقیقی در دست نیست، ولی به‌طوری‌که در کتاب جام جم معتمدالدوله فرهاد میرزا آمده‌است جمعیت تهران در زمان ناصرالدین شاه، صد و پنجاه هزار نفر رسیده بود.
ناصر الدین شاه دو نفر را مأمور کرد که محدوده و نقشه‌ای برای پایتخت در نظر بگیرند و با وسعت بیشتری به حفر خندق‌های جدیدی در اطراف تهران بپردازند.

## دروازه‌ها و محلات تهران
نخستین باروی تهران در زمان شاه طهماسب ساخته شد. پس از آن در زمان ناصرالدین شاه ساختمان حصار و حفر خندق‌های جدید تهران قریب به ده سال طول کشید و شهر تهران چندین برابر توسعه یافت و مساحت آن به سه فرسخ و نیم رسید و از طریق ۱۲ دروازه به محیط بیرون خود ارتباط یافت. این دروازه‌ها که هم اینک نیز، اگر چه ساختمان آن‌ها از بین رفته، اما اسمشان باقی است. عبارت‌اند از:
- دروازه‌های دولت، یوسف آباد و شمیران (در شمال شهر)
- دروازه‌های خراسان، دولاب و دوشان تپه (در شرق شهر)
- دروازه‌های باغشاه، قزوین و گمرک (در غرب شهر)
- دروازه‌های غار، خانی‌آباد و عبدالعظیم (در جنوب شهر)

در واقع حدود جغرافیایی تهران به شرح ذیل بود:
شمال: طول خیابان شاهرضا (خیابان انقلاب فعلی)، از حدود پیچ شمیران تا کمی بعد از چهار راه کالج که به شکل مایل به طرف غرب و خیابان سی متری (کارگر کنونی) امتداد داشت.
غرب: از حدود چهار راه جمهوری کنونی تا حوالی میدان گمرک
جنوب: خیابان شوش، از حدود میدان راه‌آهن تا حوالی میدان گمرک.
شرق: خیابان شهباز (۱۷ شهریور فعلی) تا بعد از میدان ژاله (میدان شهدای کنونی).
محلاتی که در داخل این محدوده قرار داشتند و هنوز بسیاری از آن‌ها با همان اسم و رسم قدیم وجود دارند. محله دولت که به دلیل نزدیکی با کاخ‌های سلطنتی به این نام خوانده می‌شد، خیابان‌ها و محله‌های لاله‌زار، خیابان شاه‌آباد، چهار راه سید علی، خیابان استانبول، خیابان علاءالدوله، (فردوسی)، خیابان لختی (سعدی)، خیابان واگن‌خانه، (خیابان اکباتان) عین الدوله، دوشان‌تپه، (ژاله)، نظامیه (بهارستان) و دروازه شمیران را شامل بود.
محله عودلاجان (اودلاجان) تشکیل می‌شد از خیابان جلیل‌آباد (خیام) کاخ گلستان تا ناصریه (ناصر خسرو) و حدود مسجد شاه و شمال بوذرجمهری شرقی و پامنار و جنوب خیابان چراغ برق (امیر کبیر) و میدان توپخانه، که محله کلیمیان و و زرتشتیان مقیم تهران بوده‌است.
محله سنگلج که بخش اعظم و عمده آن را امروزه پارک شهر تشکیل می‌دهد، در گذشته یکی از مراکز مهم سیاسی بود و با اینکه در حال حاضر تقریباً از بین رفته ولی هنوز اشتهار تاریخی خود را از دست نداده.
چاله حصار یکی دیگر از محلات جنوب تهران بود که چون آن را خاکبرداری و خاکش را به مصرف حصار کشی تهران رسانده بودند، مقدار زیادی چاله گود مانند داشت، بعدها برای تخلیه زباله‌های شهر از آنجا استفاده می‌کردند.
چاله میدان نیز که قبلاً در دوره صفویه خاک آن را به مصرف حصارکشی تهران رسانده بودند، وضعی تقریباً مشابه چاله حصار داشت و محل تخلیه زباله تهران به حساب می‌آمد، این محله محدود به جنوب بازار چهل تن و امامزاده سید اسماعیل و میدان مال فروش‌ها، میدان امین السلطان، گمرک، خانی آباد، دروازه غار و پاقاپوق (اعدام) بود.

### میدان‌ها و خیابان‌های اصلی تهران در دوره قاجاریه

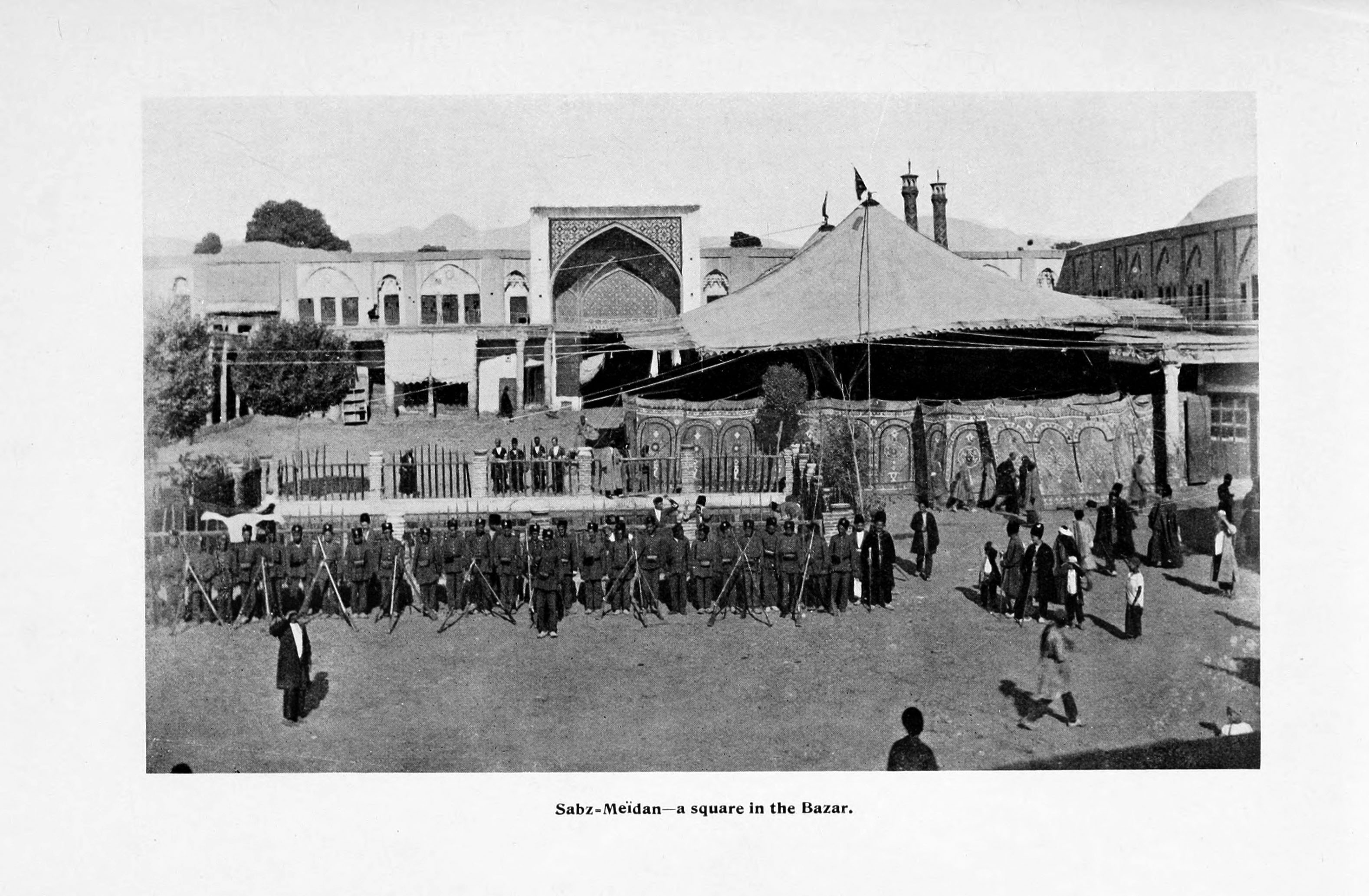
سبزه‌میدان تهران (احتمالاً دهه ۱۹۰۰ میلادی)

فهرستی از خیابان‌های تهران قدیم:
| نام                                         | محله | نام کنونی          |
| ------------------------------------------- | ---- | ------------------ |
| میدان ارگ (میدان شاه یا میدان توپخانه قدیم) | ارگ  | میدان پانزده خرداد |
| میدان توپخانه (میدان سپه)                   | -    | میدان امام خمینی   |
| میدان بهارستان                              | -    | میدان بهارستان     |
| میدان هشت گنبد                              | -    | میدان حسن‌آباد      |
| میدان مشق                                   | -    | میدان مشق          |
| خیابان الماسیه                              | ارگ  | باب همایون         |
| خیابان ناصریه                               | ارگ  | خیابان ناصرخسرو    |
| خیابان لاله‌زار                              | -    | خیابان لاله‌زار     |
| خیابان علاءالدوله                           | -    | خیابان فردوسی      |
| خیابان اندرونی                              | -    | خیابان صور اسرافیل |
| خیابان شاه‌آباد                              | -    | خیابان جمهوری      |
| خیابان استانبول                             | -    | خیابان جمهوری      |

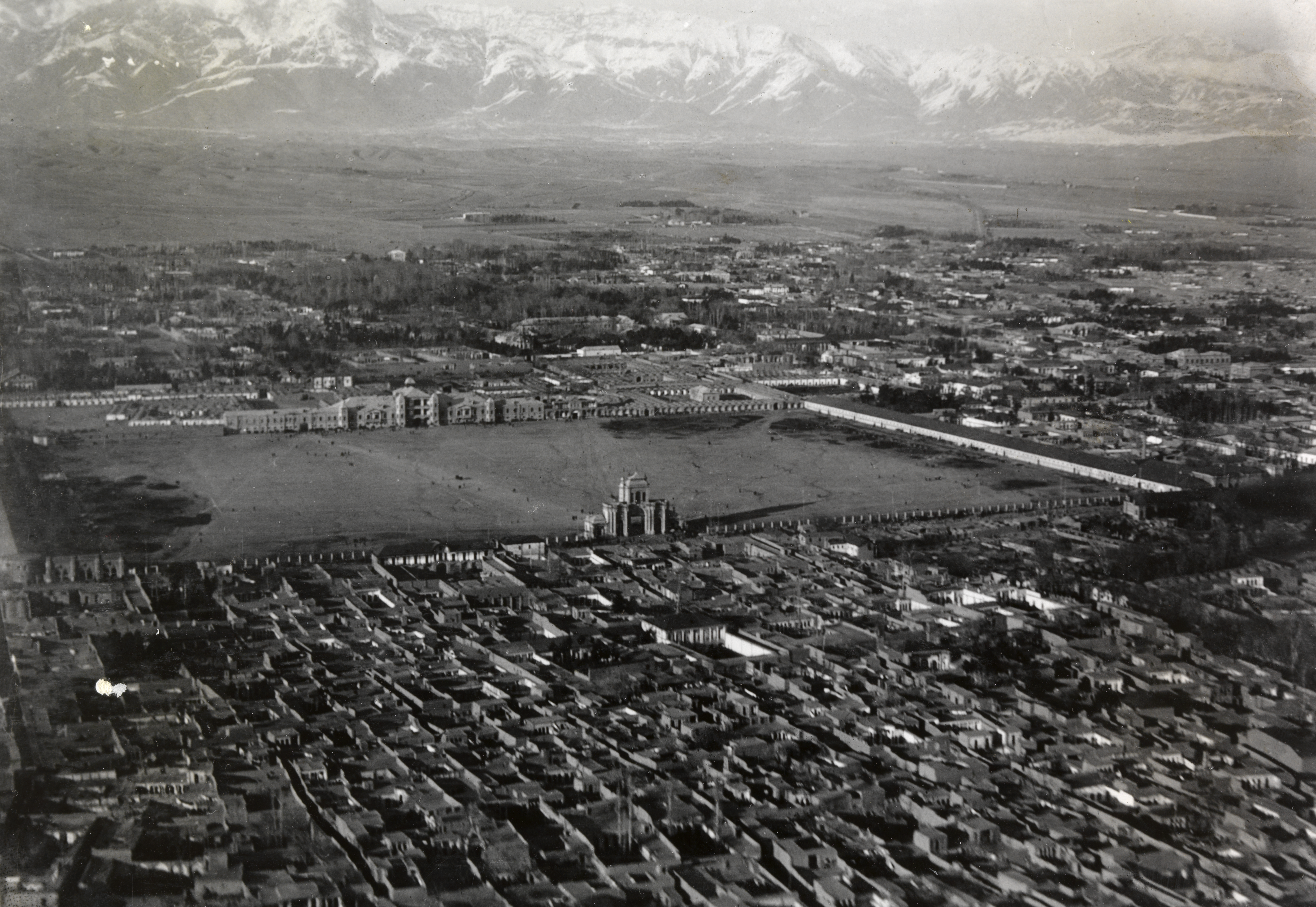
محدوده محله سنگلج و میدان مشق در سال ۱۳۰۳ خورشیدی (سال آخر سلطنت قاجاریه)
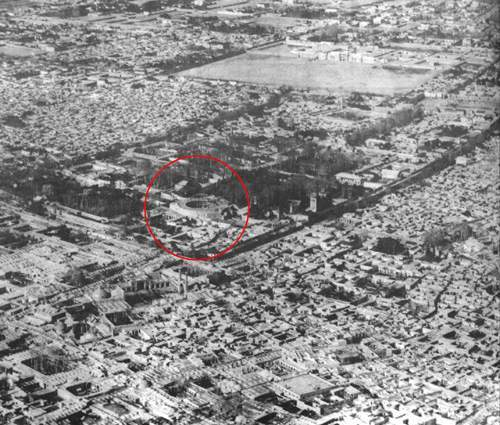
موقعیت  محله ارگ و کاخ گلستان در میانه تصویر و مسجد شاه  و بازار در جنوب و محله عودلاجان در شرق محله سنگلج در غرب و میدان مشق در شمال تصویر دیده می‌شوند
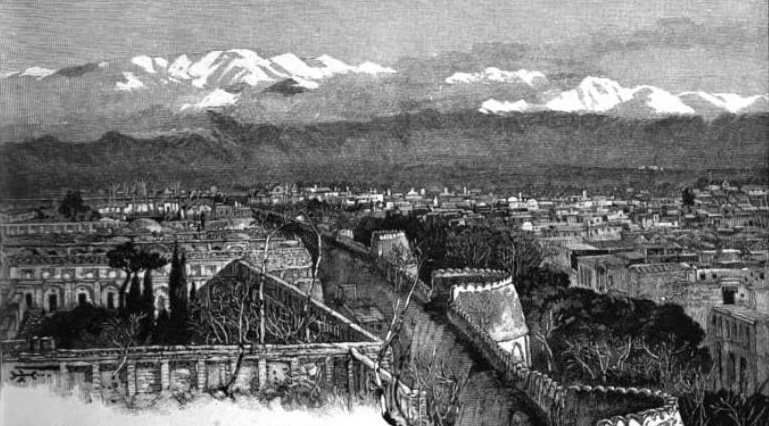
چشم‌اندازی از محله عودلاجان و شمال تهران و کوه‌های البرز از فراز عمارت شمس‌العماره
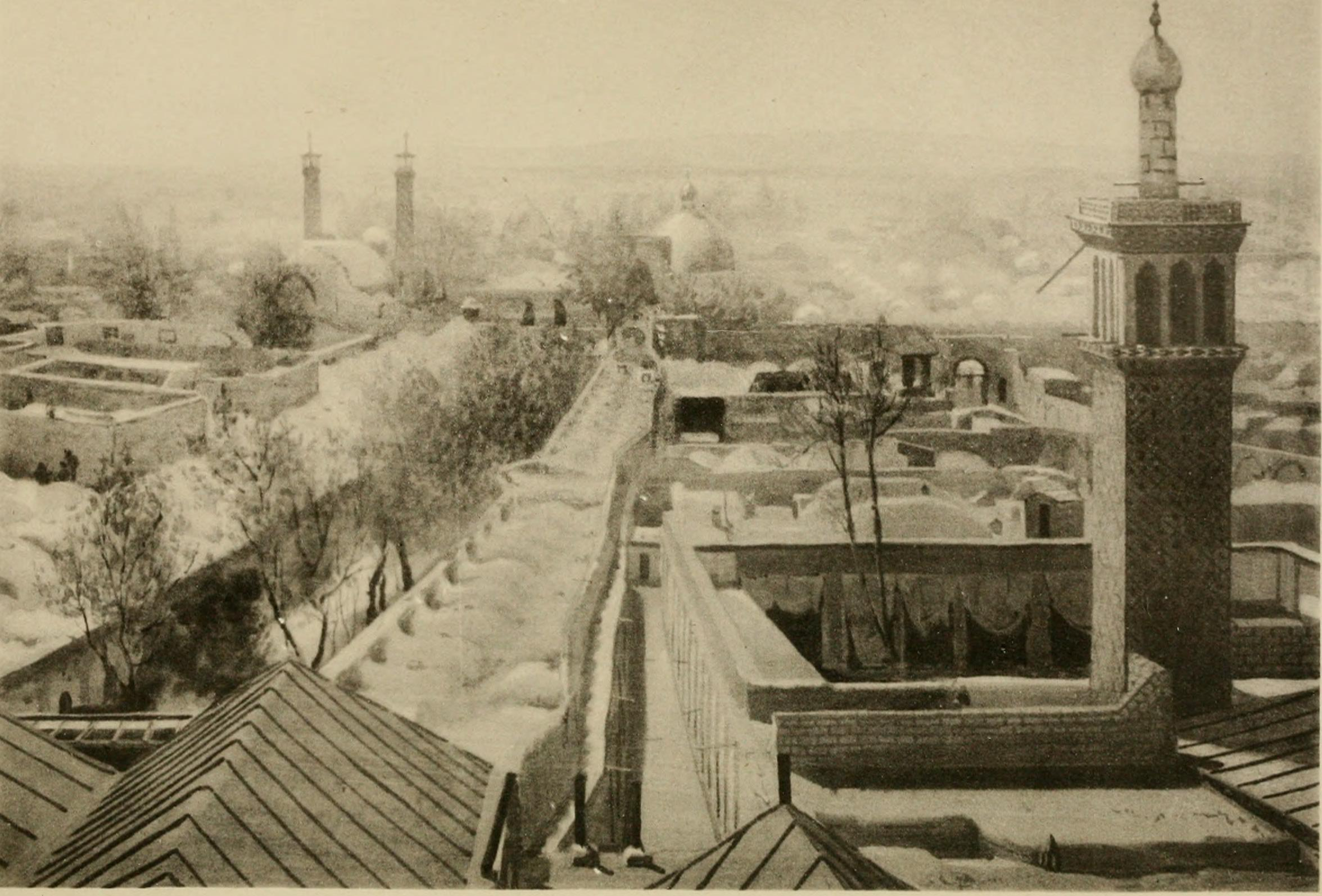
تهران در سال ۱۸۹۱ میلادی

## ترابری

### نخستین خودرو تهران

یک هواپیمای یونکرس بر فراز تهران (اثر والتر میتل‌هولتسر حوالی سال ۱۳۰۴)

به دنبال کالسکه‌هایی که با بخار و آتش حرکت می‌کردند اولین اتومبیل‌هایی که به ایران وارد شد. سواری‌های فورد کروکی کلاچی با لاستیک توپر بود. اتومبیل‌هایی نیز شبیه وانت امروزی وارد تهران شد که به آن‌ها ماشین لاری می‌گفتند و هم چنین اتومبیل‌های دورسیمی که برای حمل بار و مسافر می‌آمدند. به هر جهت نخستین اتومبیل در زمان مظفرالدین شاه وارد تهران گردید.

### نخستین خط آهن (ماشین دودی)
نخستین خط آهن ایران، خط آهن تهران به شهرری بود که در سال ۱۲۶۱ هجری شمسی و ۱۸۸۳ میلادی امتیاز آن را یک نفر مهندس فرانسوی به نام مسیوبواتان از ناصرالدین شاه گرفت. ماشین‌های که در این خط به کار افتادند نام ترن نداشتند بلکه در دارالخلافه به آنها ماشین دودی می‌گفتند.

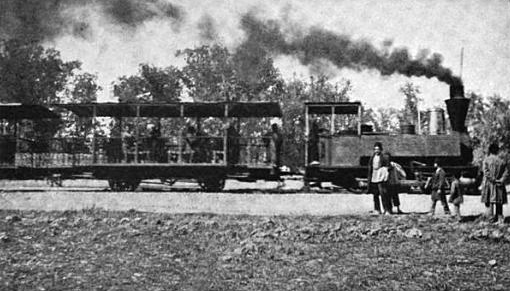
قطار در تهران - ۱۹۲۱ میلادی
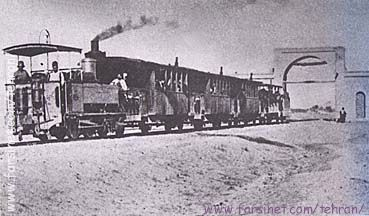
قطار در تهران - ۱۹۰۰ میلادی

### دلیجان
دلیجان کالسکه‌ای هشت نفره بود با اتاق و پشتی باربنددار با دور چرخ‌هایی از آهن که از درشکه و کالسکه که چرخ‌هایش رزین دار، سخت‌تر و از گاری فنر نداشت راحت‌تر بود.

### کجاوه، پالکی و هودج
سه وسیله نقلیه ساخته شده از چوب بودند که بر روی قاطر، الاغ، اسب یا شتر حمل می‌گردید. هر کجاوه و پالکی و هودج فقط جای یک نفر بود و بر مرکب از هر نوع دو تا از این جایگاه‌ها قرار می‌گرفت که تعادل آن برقرار گردد.

### واگن اسبی

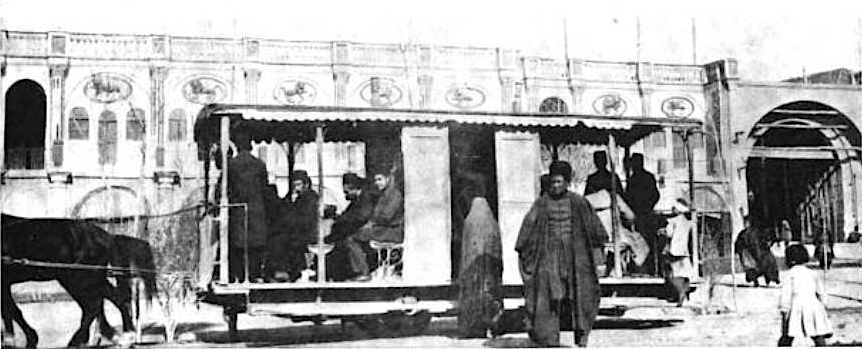
واگن اسبی در تهران - دهه ۱۹۲۰ میلادی

واگن اسبی به وسیله دو یا چهار اسب بر روی ریل حرکت می‌کرد و تقریباً بیشتر خیابان‌های اصلی شهر را به هم وصل می‌کرد. این واگن یا تراموای، دارای چند قسمت بود. قسمت اول محوطه کوچکی بود مخصوص فرار گرفتن سورچی و قسمت‌های دیگر اختصاص به مسافرانی داشت که بر روی نیمکت‌هایی که در دو طرف واگن‌ها تعبیه شده بود، قرار می‌گرفتند.
خطوط مختلف واگن اسبی در خیابان‌ها به قرار زیر بود: اول، خط بازار که تا آخر خیابان لاله زار نزدیک خیابان رفاهی رفت‌وآمد می‌کرد. دوم، خط خیابان شاهزاده عبدالعظیم که از بازار به راه می‌افتاد و خیابان ناصریه و خیابان چراغ گاز را طی می‌کرد و از خیابان ری می‌گذشت و به کار ماشین دودی می‌رسید. سوم، خط باغ شاه که از بازار حرکت می‌کرد و بعد از شش دو راهی به دروازه باغشاه می‌رسید.

## رسوم سنتی و باورها
شب زنده داری سنتی تهرانی

## تهران کهن
تهران در شمال شهر ری واقع است و دارای باغهای فراوان و میوه‌های متنوع و درختان زیبا می‌باشد و همچنین آب و هوای خوش دارد. پس از آنکه شهر ری دو بار مورد حمله مغولان قرار گرفت اهالی آن رو به سرزمین‌های دیگر از جمله تهران نهادند. کهن‌ترین سند فارسی موجود دربارهٔ نام تهران نشان دهنده این مطلب است که تهران پیش از سده سوم هجری قمری وجود داشته‌است و همچنین در نوشته‌های تاریخ نگارانی چون ابن اسفندیار، عمادالدین زکریای قزوینی و حمدالله مستوفی و برخی دیگر همگی معترفند که تهران دارای محلاتی بوده که در زیرزمین ساخته شده بود و اهالی آن در زیرزمین بیتوته می‌کردند.

## تهران در عصر ایلخانان مغول
در زمان حمله مغول شهر ری ویران شد و انبوهی از جمعیت آن قتل‌عام شدند. سپس گروهی از مردم این شهر به سوی قریه تهران مهاجرت کردند. کوشش‌هایی که ایلخان غازان (۷۰۳–۶۹۴ه-ق) برای عمران شهر ری انجام دادند با شکست مواجه شد و ورامین نیز سرانجام به صورت تلی از خاک درآمد. اما تهران در قرن هشتم و نهم قمری از این رویداد به تدریج سود برد.
سفیر اسپانیا نخستین جهانگرد غربی که از تهران یاد کرده‌است درحالی‌که برای ملاقات تیمور لنگ در سفر به سمرقند از تهران گذر می‌کرده شهر را بسیار وسیع و دلپذیر یافته و نوشته‌است که در یک قصر به او مسکن داده‌اند. این بنا بزرگ‌ترین ساختمان شهر بوده و تیمور لنگ هنگام عبور از تهران در این مکان فرود می‌آمده‌است. این قصر نخستین بنای معظم تهران است که در متون از آن یاد شده‌است.
منتهی‌الیه جنوب شرقی تهران در قرن نهم، تقریباً در نزدیکی محلی بود که در حال حاضر بقعه سید اسماعیل در آن قرار دارد. محله چاله میدان فعلی به همراه امامزاده یحیی مرز شمال شرقی شهر را تعیین می‌کرده‌است. اقامتگاه‌های زیرزمینی، خانه‌ها و بستان‌ها با گردش به سمت غرب، تا آن سوی امامزاده یحیی امتداد می‌یافتند و تا محل کاخ کنونی گلستان پیش می‌رفتند. این بخش ضلع شمال غربی مجتمع شهری عصر تیموریان را تشکیل می‌داده‌است.

## تهران صفوی

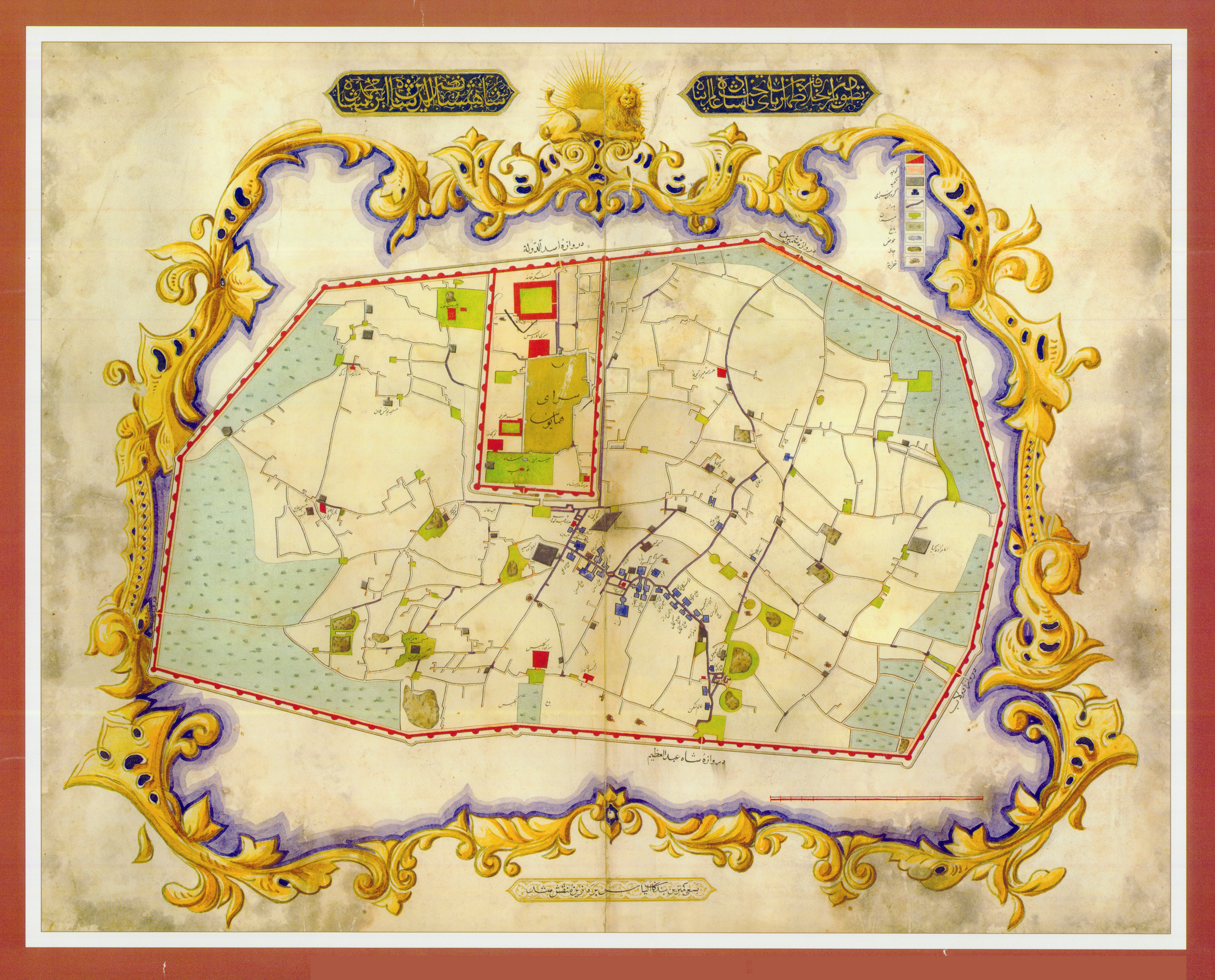
تهران در دوران صفویه و اوایل قاجار - اولین نقشه شهر که در سال ۱۲۳۷ تهیه شده‌است

اهمیت و آبادانی و رونق تهران از زمان دودمان صفوی آغاز گردید. چون نیای بزرگ صفویان بنام سید حمزه در شهر ری مدفون بوده و هم به جهت وجود باغهای وسیع و آب گوارا و چنارهای بلند و زیبا، شاهان صفوی هر چند یک بار بدانجا روی می‌آوردند و بدین ترتیب تهران مورد توجه پادشاهان صفوی به ویژه شاه تهماسب یکم واقع گردید. وی دستور ساختمان بارویی به دور شهر را داد که دارای چهار دروازه و ۱۱۴ برج (به تعداد سوره‌های قرآن) بود. برای بنای حصار شهر از دو منطقه داخل شهر خاکبرداری انجام شد که بعدها این دو منطقه به چاله حصار و چاله میدان معروف شدند. حدود تقریبی نخستین حصار شهر تهران از جنوب به خیابان مولوی و حاج ابوالفتح، از سوی شرق به خیابان ری، از غرب به خیابان شاهپور (وحدت اسلامی) و از شمال به امیرکبیر و سپه (امام خمینی) محدود می‌شد و محوطه ارگ تهران در میانه شمالی شهر قرار داشت و خندقی نیز به دور حصار کشیده شده بود و محله‌های عمده درون حصار شامل بازار، عودلاجان، سنگلج، ارگ، چاله‌میدان و چاله‌حصار می‌شده‌است. محدوده درون حصار حدود ۴ کیلومتر مربع بوده و درازی باروی دور آن در کتاب‌های معتبر حدود ۶ هزار گام نگاشته شده‌است و فضای بیرون از حصار شامل باغها و کشتزارهای پهناوری بوده که امروزه همگی به محدوده‌های شهری تهران مبدل گردیده‌اند. پس از استقرار خاندان صفوی در قزوین و سپس در اصفهان، تهران از رشد و گسترش بازمانده و بی‌توجهی شاه عباس اول به تهران نیز خود به این مسئله افزود زیرا که وی در سال ۹۹۸ (هجری قمری) که رهسپار جنگ با عبدالمومن خان ازبک شد در تهران به سختی بیمار گردید و ناگزیر از سرکوبی به موقع ازبکان بازماند و در نتیجه ازبکها مشهد را گرفتند بدان جهت خاطره تلخی از تهران به دل گرفت و نسبت به پیشرفت و رشد آن بی‌توجه ماند.
در روزگار واپسین پادشاهان صفوی برخی اوقات تهران مقر موقتی دربار گردید و حتی شاه سلیمان در آنجا کاخی بنا نهاد. تهران در زمان سلطان حسین صفوی (که هم‌زمان با حمله افغان‌ها در تهران به‌سر می‌برد) برابر یورش افغانها به سختی ایستادگی نمود و تلفات سنگینی را به نیروهای اشرف افغان وارد ساخت اما سرانجام سقوط کرد و افغانها نیز به جهت گرفتن انتقام شهر را ویران کردند. بعدها پس از راندن افغانها، شاه تهماسب دوم به تهران بازگشت. در زمان نادرشاه افشار تهران از نو نام و نشانی یافت و وی فرمان داد که انجمنی از همه دین شناسان شیعه و سنی در آنجا تشکیل شود و آنان اختلافات دیرینه خویش را کنار گذارند و موجبات یکپارچگی اسلام را فراهم آورند.

## تهران افشار
پس از فروپاشی صفویه و به روی کارآمدن افشاریه و به خصوص در زمان نادرشاه که پادشاهی خود را مشهد و خراسان قرار داده بود. تهران اهمیتی ثانوی یافت و شاه حکومت تهران را در سال ۱۱۵2ه‍.ق به پسر ارشدش رضاقلی میرزا سپرد.

## تهران قاجار

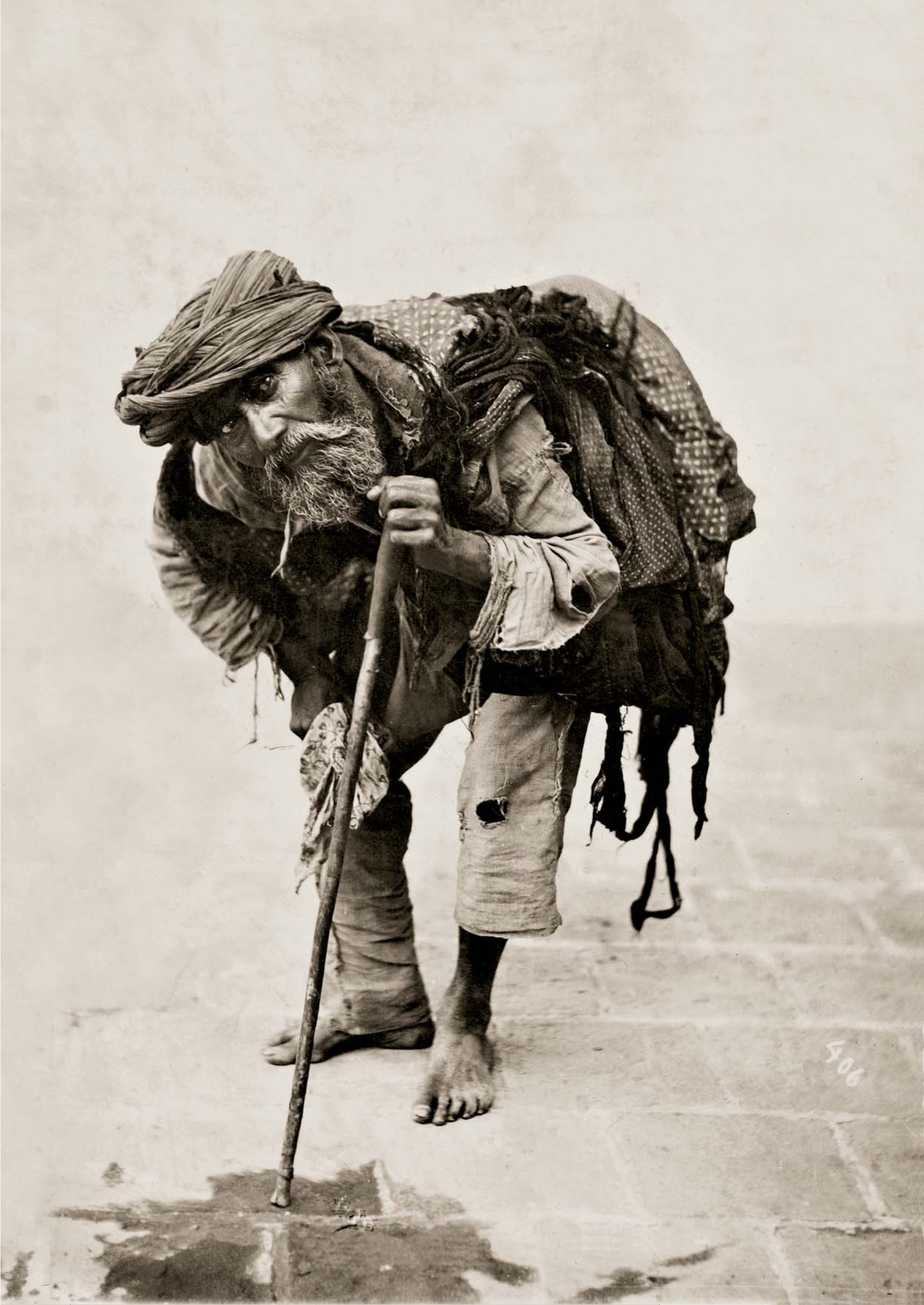
عکسی از آنتوان سوروگین از یک گدای اهل تهران در دوره قاجار (۱۸۸۰ میلادی)

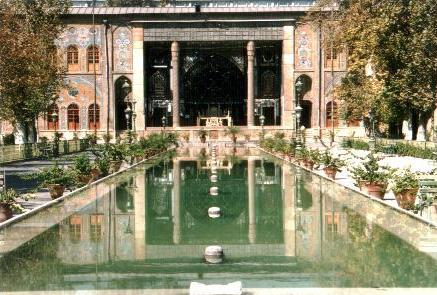
کاخ گلستان در تهران

چند تهرانی در اواخر ۱۳۰۳ خورشیدی

بعدها با سرنگونی افشاریان، تهران در گستره نفوذ قاجارها که رقیب کریمخان زند بودند درآمد و در طی جنگ و کشاکش میان خان قاجار و کریمخان، لشکر قاجار تارومار شد و کریمخان با لشکر خویش وارد تهران گردید. ظاهراً قصد کریمخان این بود که تهران را پایتخت خویش کند چرا که که ساختمان دیوانی را در آنجا بنا نهاد و به فرمان او برج و باروی شهر تعمیر گردید و ارگ سلطنتی نیز بازسازی شد.
پس از مرگ کریمخان زند، آقا محمدخان بعد از نبرد سختی که با لطفعلی خان زند داشت بر کشور چیره گردید و تهران را در آغاز سده سیزدهم و به سال ۱۱۶۴ خورشیدی، پایتخت خویش قرار داد. از آن پس تهران دارالخلافه (به معنی پایتخت) نامیده شد و سران طایفه زند به یافت آباد در جنوب دارالخلافه تبعید شدند.
در طول روزگار قاجاری تهران گسترش زیادی یافت و ساخت و سازهای فراوانی در آن انجام گرفت. در دوره سلطنت فتحعلی شاه، محلات تازه و ساختمان‌های چندی در تهران ایجاد گردید که از آن جمله مسجد شاه (امام خمینی کنونی)، مسجد سید عزیزالله، مدرسه مروی، قصر قاجار ،باغ نگارستان و لاله‌زار را می‌توان نام برد. همچنین طول باروی شهر به ۵/۷ کیلومتر افزایش یافت و با ۶ دروازه به بیرون از شهر پیوسته گردید.
در زمان محمدشاه قاجار گسترش و رونق تهران همچنان ادامه یافت و دو کوی تازه، یکی بنام عباس‌آباد و دیگری محمدیه به محلات تهران افزوده گشت و آب رودخانه کرج بنام نهر کرج به تهران انتقال یافت که آب روان میان بلوار کشاورز یادگار همان زمان است.
در آغاز پادشاهی ناصرالدین شاه به جهت افزایش چشمگیر جمعیت، دیگر فضایی برای ساخت و ساز درون حصار قدیمی باقی نمانده بود؛ بنابراین ایجاد محلات در بیرون از حصار قدیمی انجام یافت که از آن جمله کاخهای شاهی، کوشک‌های اعیانی، سفارتخانه‌ها و منازل خارجیان همگی در بیرون از حصار ساخته شد و به کوشش اصلاحگر بزرگ ایران، امیر کبیر، نهادهای چندی از جمله مدرسه دارالفنون، بازار امیر، بازار کفاشها و سرای امیر پدید آمد که خود در گسترش جغرافیایی شهر تهران بی تأثیر نبوده‌است.
جمعیت تهران در این دوره بیش از ۱۵۰ هزار نفر نگاشته شده‌است. در همین زمان نیاز به تعیین محدوده تازه شهر تهران احساس می‌شد و این کار نیازمند تهیه نقشه‌ای از تهران بود. از این رو در سال ۱۲۳۶ خورشیدی، گروهی به سرپرستی اعتضادالسلطنه با همکاری موسیو کرشیش سرتیپ و آموزگار توپخانه و دستیاری چندین نفر از شاگردان دارالفنون نقشه‌ای از تهران تهیه کردند. این نخستین نقشه دارالخلافه تهران به مقیاس ۱:۱۰۰۰ بود. از آنجایی که امکانات و وسایل فنی در اختیار هیئت تهیه نقشه نبود، فاصله‌ها با گام و زاویه‌ها با تقریب اندازه‌گیری شده‌است. بر این پایه نقشه مزبور از جهت نشان دادن شکل و موقعیت شهر و محله‌های درون آن و دروازه‌ها در نوع خود نقشه موفقی بوده و چهره تهران قدیم را کاملاً در برابر دیدگان مجسم می‌سازد.

### آمار شهر
پس از تهیه نخستین نقشه تهران، بار دیگر در سال ۱۲۴۵ خورشیدی، با همکاری مهندس هلر فرانسوی و تعدادی از مهندسان و معماران ایرانی نقشه دیگری از تهران طرح‌ریزی شد که در آن پیرامون شهر را به وسیله خندقها و باروهای نو به شکل هشت ضلعی و با ۱۲ دروازه محدود ساختند که ارتباط داخل و خارج شهر از طریق این دروازه‌ها صورت می‌پذیرفته‌است. دروازه‌های مزبور به ترتیب شمیران، دولت، یوسف آباد، دوشان‌تپه، دولاب، خراسان، باغشاه، قزوین، گمرک، عبدالعظیم، غار و خانی‌آباد نامیده شدند. مقارن سال ۱۲۶۵ خورشیدی، مهندس عبدالغفار نجم الملک معلم ریاضیات مدرسه دارالفنون با دستیاری عده‌ای از معلمان دیگر و بیست نفر از شاگردان مدرسه، از شهر جدید به مقیاس ۱:۲۰۰۰ نقشه‌برداری کردند. این گروه محیط شهر را به میزان ۱۹۲۰۰ متر اندازه‌گیری کرده و جمعیت تهران را در حدود ۲۵۰ هزار نفر سرشماری نمودند. هیئت نامبرده برای تهیه نقشه ۴ سال وقت صرف نمودند و بالاخره در سال ۱۲۶۹ خورشیدی، نقشه تهران جدید به چاپ رسید که در سنجش با نقشه‌های قبل از دقت بیشتری برخوردار بود.
از نخستین مهاجرانی که به تهران آمدند، افراد ایل قاجار از گرگان، آذربایجانی‌ها، مردم قم، اراک، تفرش، آشتیان، اصفهان، کاشان و یزد بودند.
پیشه‌ها در دوران اولیه تقریباً بدین‌گونه میان مهاجران تقسیم شده‌بود:
در امور اداری و دبیری و دفتری بیشتر مردم آشتیان و تفرش و اراک، بناها قمی و یزدی، فرش‌فروش‌ها آذربایجانی و کاشی و قمی، دباغ‌ها همدانی، گرمابه‌دارها مازندرانی، سلمانی‌ها گیلانی، شیرینی‌پزها آذری و یزدی، صیفی‌کارها قمی و یزدی و اصفهانی غیره.
امروزه بخش بزرگی از مردم تهران از مهاجران تشکیل شده‌است. اکثریت مهاجرین به تهران ایرانی هستند و درصد کمی از مهاجرین را مهاجرین از کشورهای دیگر هم چون افغانستان - عراق - یوگسلاوی - بوسنی و روسیه تشکیل می‌دهند.

## تهران پهلوی

عکسی از میدان شهیاد پیش از انقلاب ۱۳۵۷ ایران

بیگمان دگرگونی‌های بنیادین در تهران از سال ۱۳۰۰ به بعد ایجاد شده‌است که به چهار دوره کاملاً جدا تقسیم می‌شود. سال ۱۳۰۰ تا ۱۳۲۰ که در پی آن خندق‌ها و دروازه‌ها از میان برداشته شد و شهر از چهار سوی رو به گسترش نهاد و اندکی شکل منظم و هندسی یافت. همچنین ساختمان‌ها و تأسیسات بانک ملی (از آن میان ساختمان صندوق بانک ملی ایران)، وزارت امور خارجه، شهربانی کل کشور، ایستگاه راه‌آهن، دانشگاه تهران، ایستگاه فرستنده رادیو تهران، باشگاه افسران و چند بیمارستان مربوط به این دوره می‌باشد.
سال‌های ۱۳۲۰ تا ۱۳۳۲ که هم‌زمان با جنگ جهانی دوم بوده و به دلیل پیامدهای ناشی از جنگ جهانی و مسائل و مشکلات سیاسی برآمده از آن تغییرات چشمگیری در کشور پدید نیامد.
سال ۱۳۳۲ تا ۱۳۵۷ که طی آن شهر تهران به سرعت توسعه یافت و ساختمان‌های پیشرفته و شهرک‌ها و باغ‌راه‌ها (بلوارها) ی تازه‌ای ساخته شد. در سال ۱۳۴۸ قرار بود یک مجموعه بزرگ شهری به نام شهستان پهلوی در تپه‌های عباس‌آباد تهران ساخته شود. در این مجموع قرار بود ساختمان‌ها و برج‌های بلندی مانند برج شیر و خورشید ساخته شود و پس از ساخت می‌توانست به بزرگ‌ترین و پیشرفته‌ترین در آسیا تبدیل شود. پیشرفت تکنولوژی تهران به گونه‌ای بود که گردشگرهای خارجی، تهران را توکیو دوم آسیا خطاب می‌کردند، در سال ۱۳۵۵ تهران به عنوان یازدهمین شهر پیشرفته دنیا از نظر ساختمان‌سازی و تکنولوژی مدرن رونمایی شد. جمعیت شهر بر پایه آمار سال ۱۳۵۵ به ۴٫۳۵۰٫۰۰۰ نفر بالغ گردید.

## تهران پس از انقلاب
دوره چهارم سال ۱۳۵۷ که هم‌زمان با انقلاب ۱۳۵۷ خورشیدی، تغییر رژیم سیاسی کشور و حاصل آن تغییر چشمگیر در همه ابعاد جامعه بوده‌است، گسترش تهران در طی این سال‌ها مربوط به عوامل چندی از جمله جنگ ایران و عراق و مسئله جنگ‌زدگان، تمرکز همه امکانات آموزشی و بهداشتی، درمانی و رفاهی در تهران موجبات گسترش بی‌رویه جمعیت در این شهر گردیده‌است و دقیقاً همین امر سبب ایجاد معضلات اجتماعی و اقتصادی بیشماری را برای شهروندان تهرانی در پی داشته‌است که از آن جمله به اختصار می‌توان آلودگی محیط زیست، راه‌بندان‌ها و مشکلات ترابری شهری، پیشه‌های کاذب و بسیاری مسائل اقتصادی و زیستی را برشمرد.
تهران مرکز همه وزارتخانه‌ها و ادارات و بیشتر مراکز علمی کشور می‌باشد؛ و هم‌اکنون نمایندگیهای سیاسی بیش از ۹۰ کشور جهان در تهران جای گرفته‌است. از مناطق دیدنی تهران می‌توان به موزه ایران باستان، کتابخانه ملی، مجموعه کاخهای پیشین، بوستان‌ها و فضای سبز و موارد دیدنی دیگر نام برد.

## نکاتی جالب در مورد تهران قدیم
سابقاً در تهران خانه‌هایی بود که به «خانه‌های قَمر خانُمی» معروف بودند. دورتادور خانه اتاق بود، با حیاطی نسبتاً بزرگ که در هر یک دو اتاق آن خانواده‌ای زندگی می‌کردند.

## نگارخانه

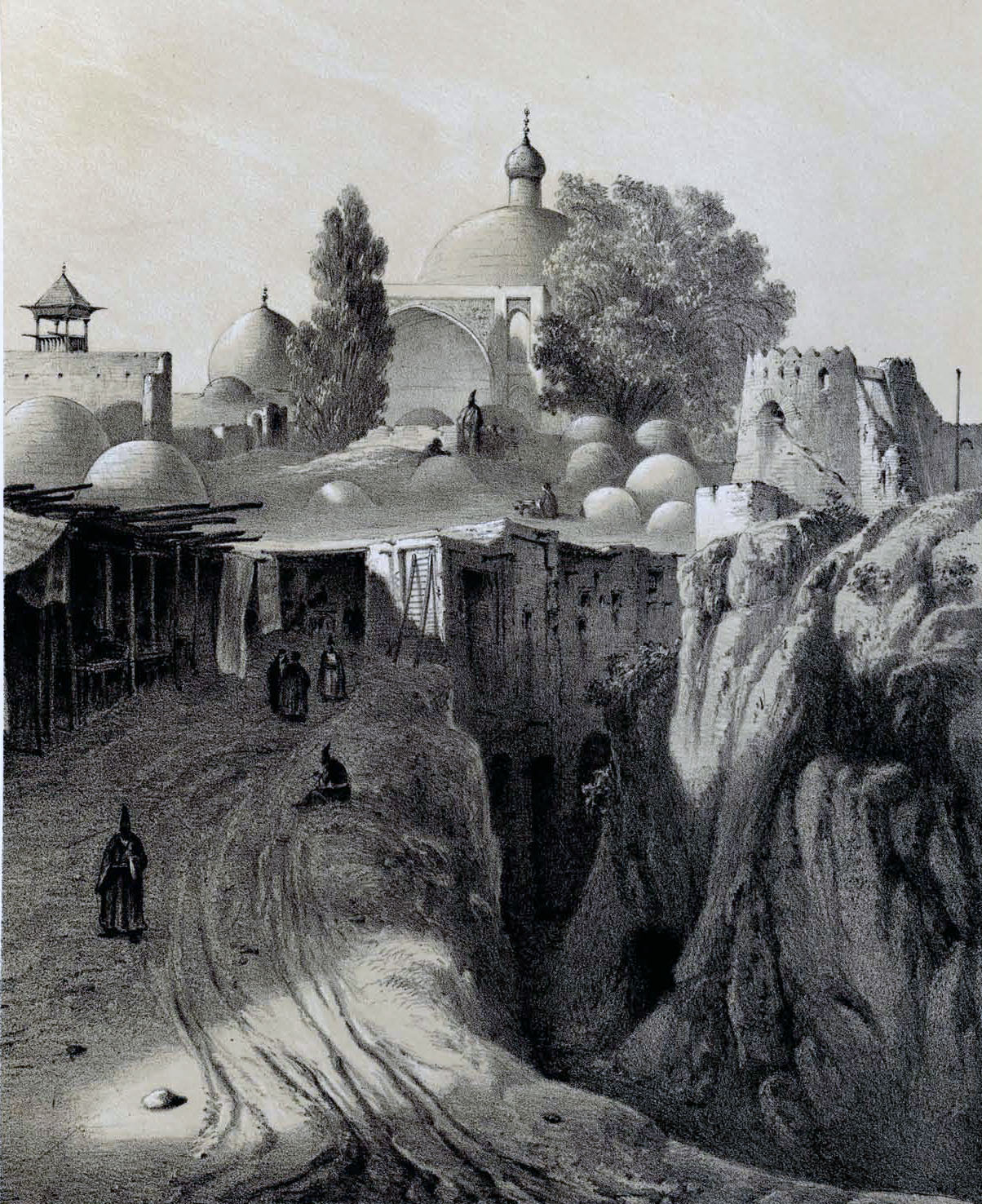
تهران - اوایل دوره قاجار
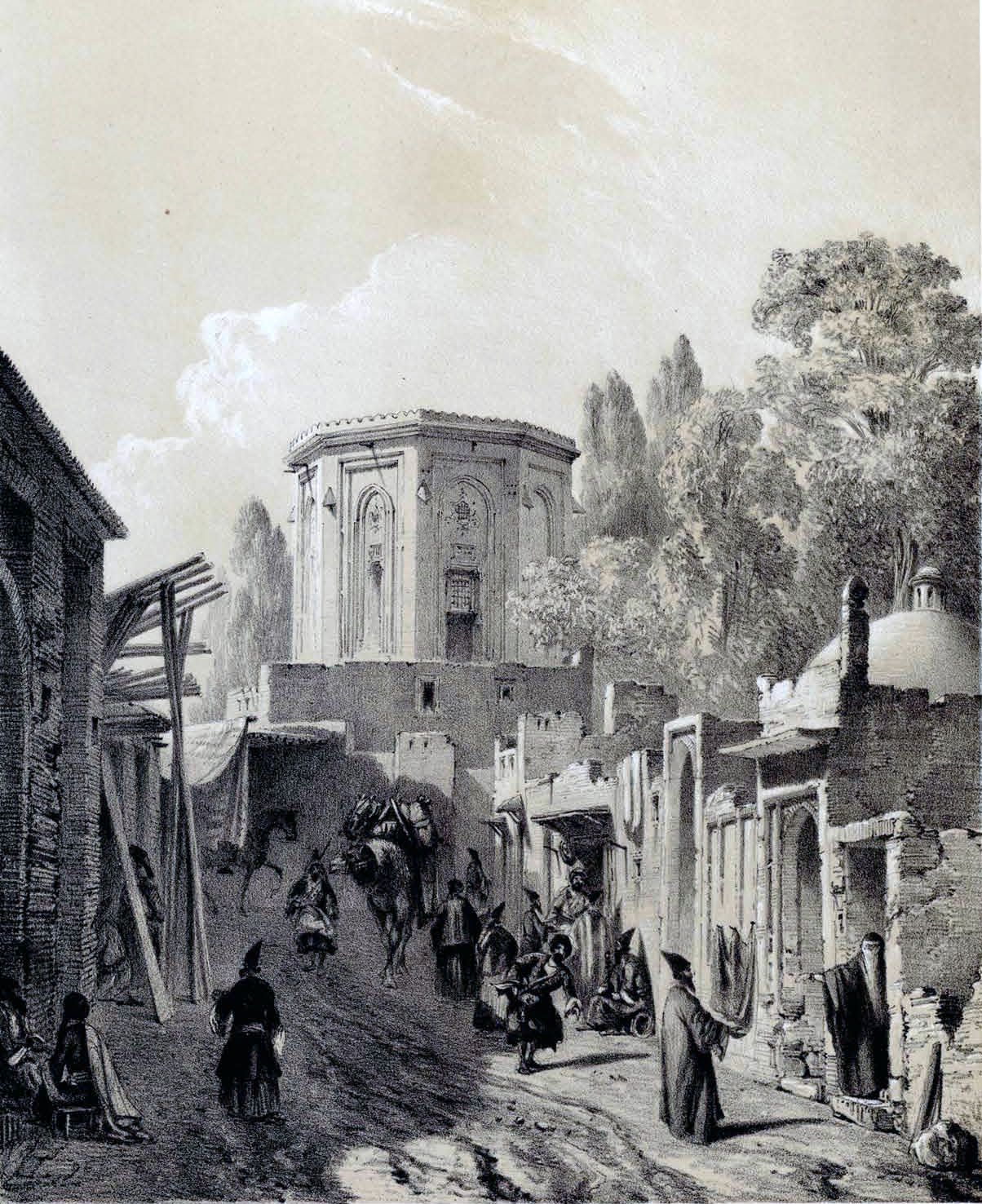
تهران - اوایل دوره قاجار
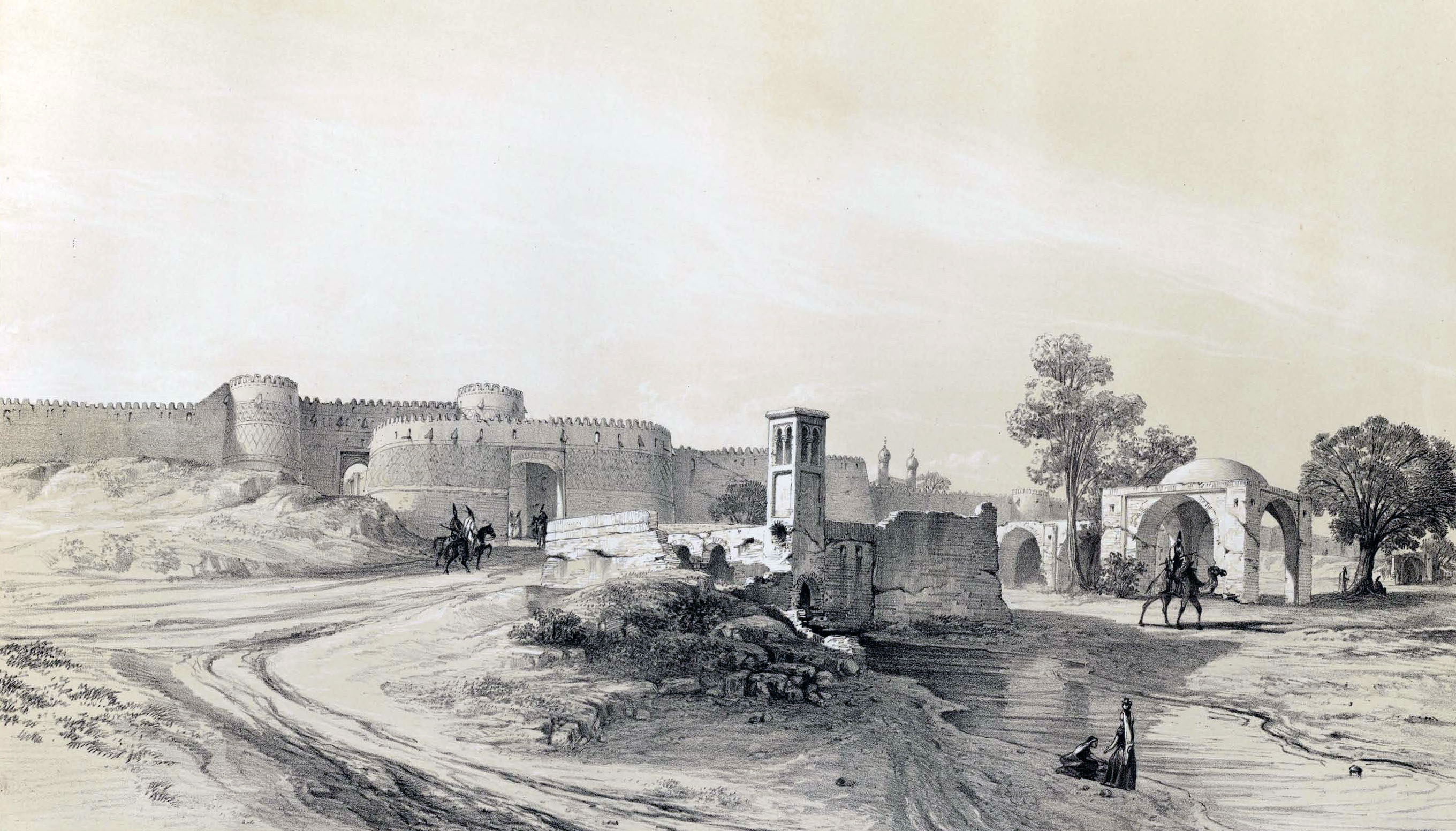
تهران -دروازه شمیران -اوایل دوره قاجار
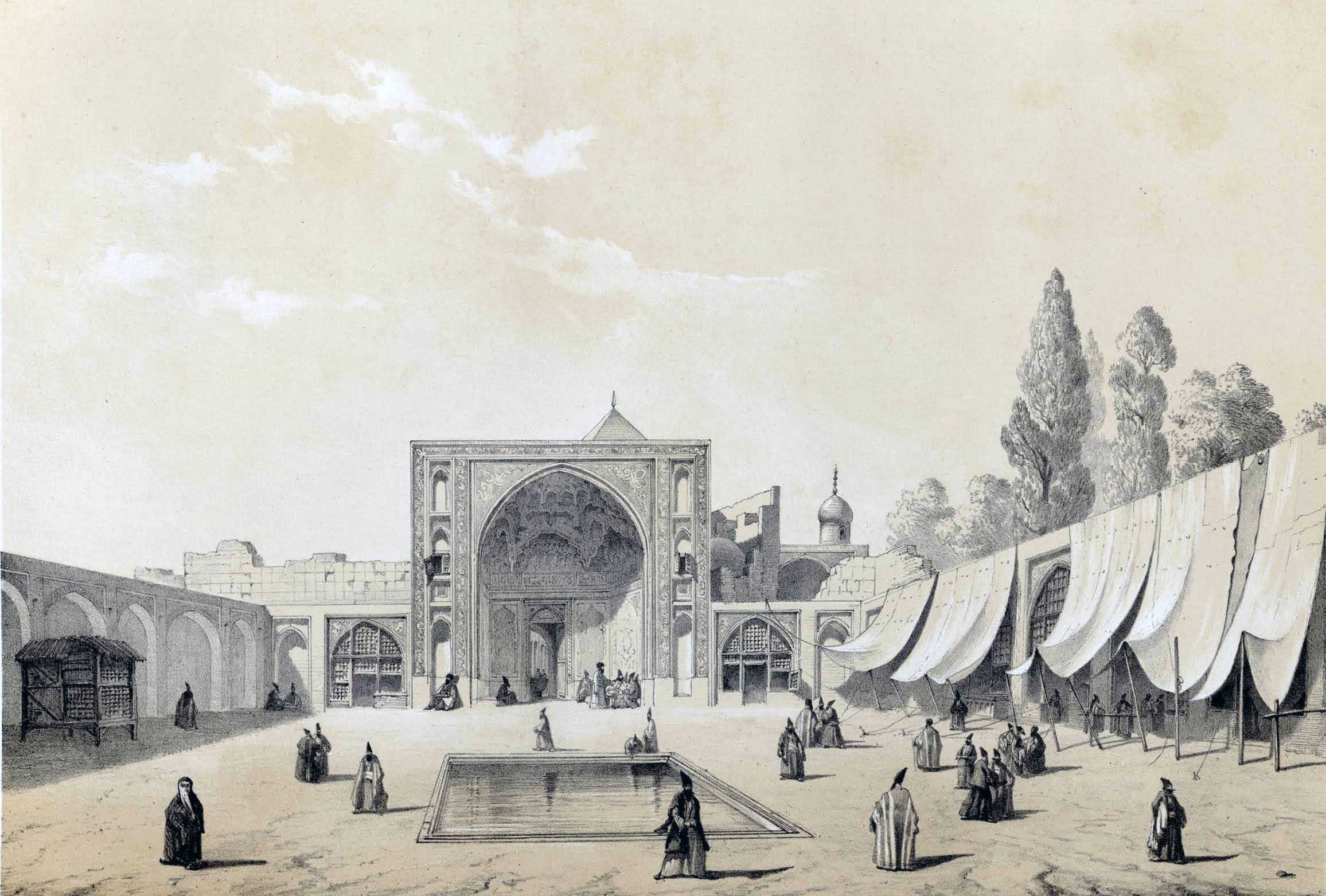
تهران -مسجد شاه -اوایل دوره قاجار
بیابانی در جنوب تهران؛ در پایین نگاره زمین‌های گندم مشاهده می‌شود که به صورت مصنوعی آبیاری شده‌اند. (اثر والتر میتل‌هولتسر حوالی سال ۱۳۰۴)
یک روستا اطراف تهران (اثر والتر میتل‌هولتسر حوالی سال ۱۳۰۴)
مردمی که برای دیدن یک هواپیمای در حال تعمیر در ۴۰ کیلومتری جنوب تهران جمع شده‌اند. (اثر والتر میتل‌هولتسر حوالی سال ۱۳۰۴)
یک فروند هواپیمای یونکرس بر فراز تهران (حوالی سال ۱۳۰۳)
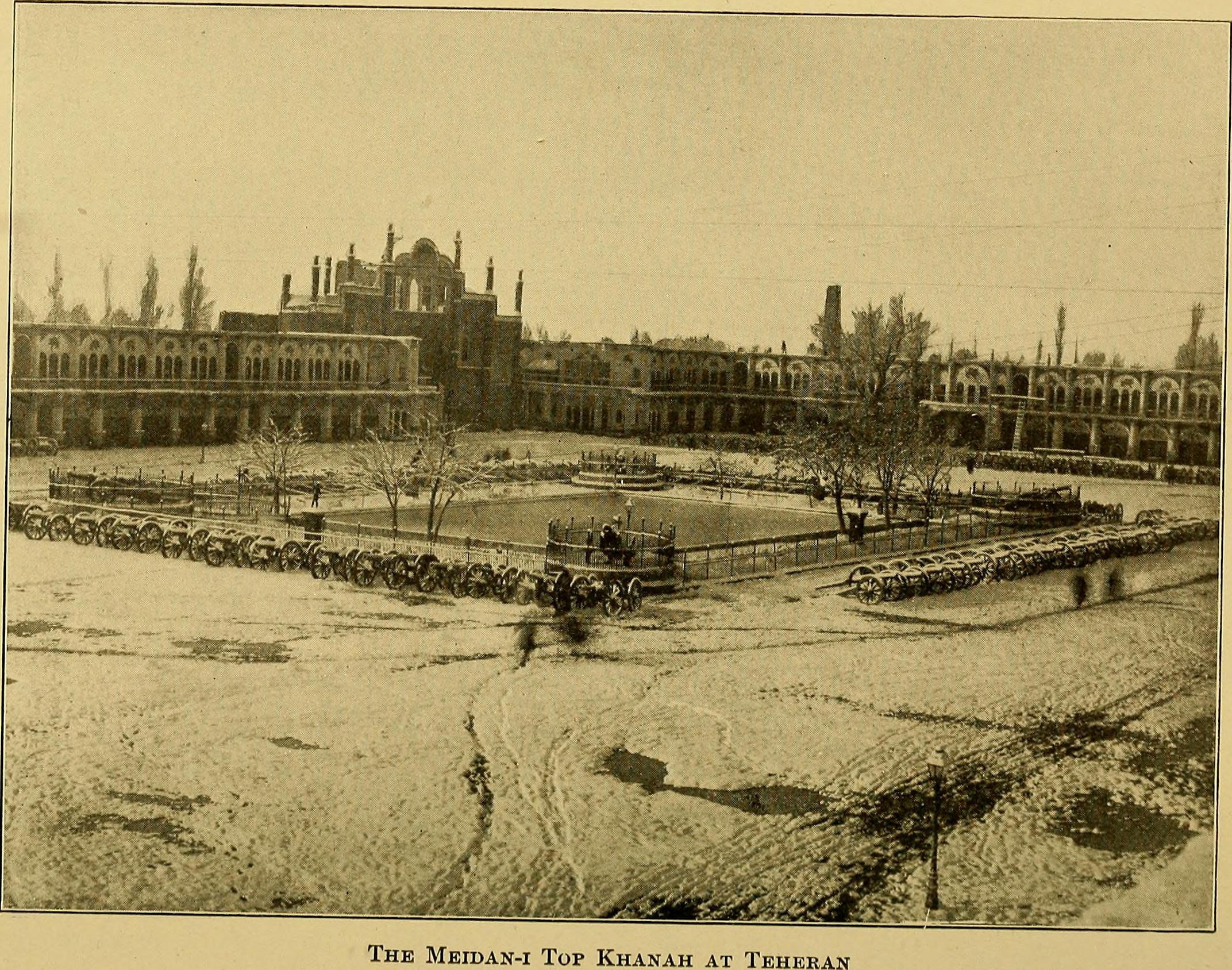
میدان توپخانه در سال ۱۹۰۶ میلادی
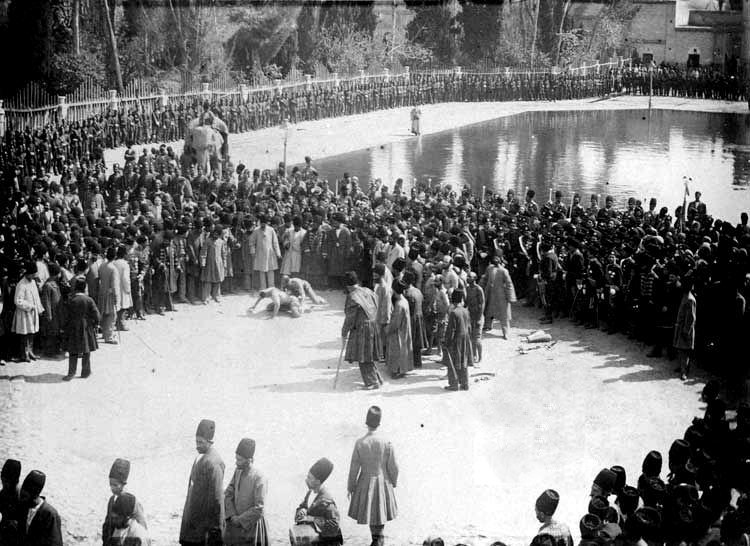
میدان ارگ
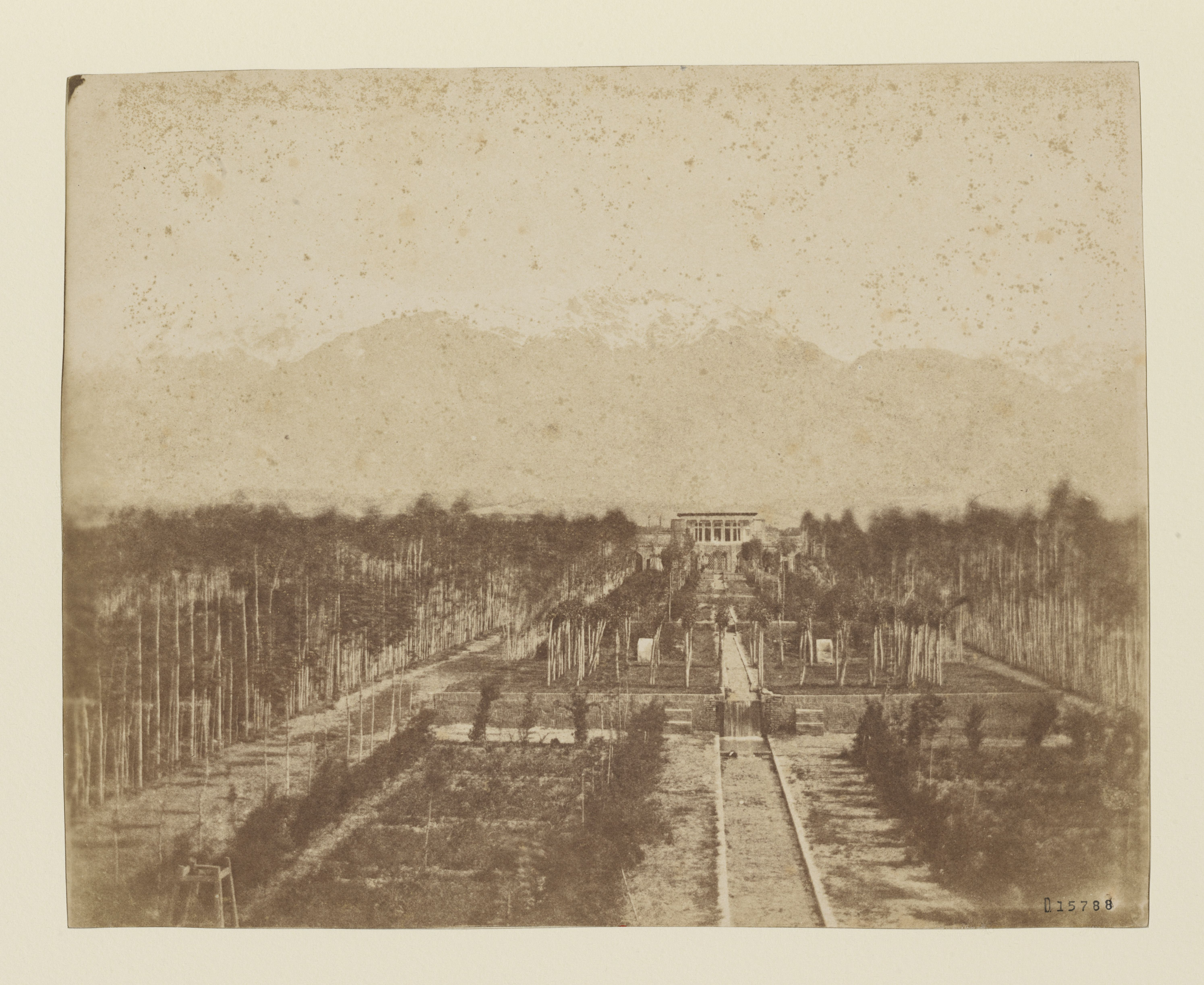
باغ نظامیه
اطراف تهران (۱۳۰۳ خورشیدی)
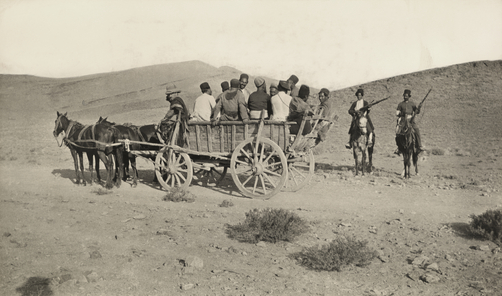
تهران - دهه ۱۹۲۰ میلادی
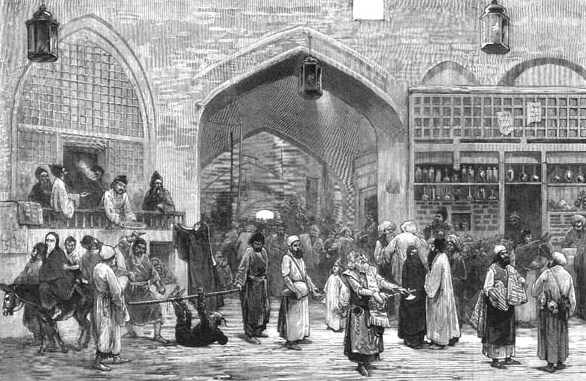
بازار تهران، در سال ۱۸۷۳ میلادی
تهران در ۱۲۱۷ خ.
تکیه دولت
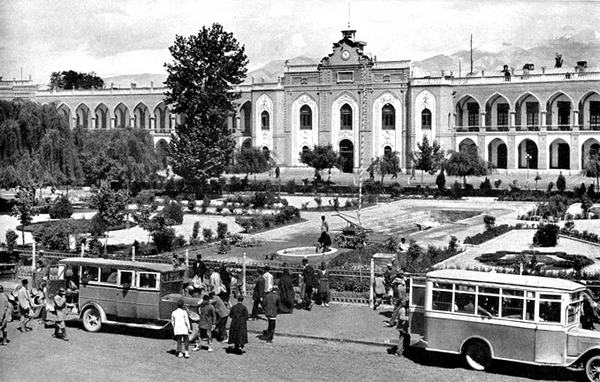
نمایی از عمارت شهرداری و میدان توپخانه
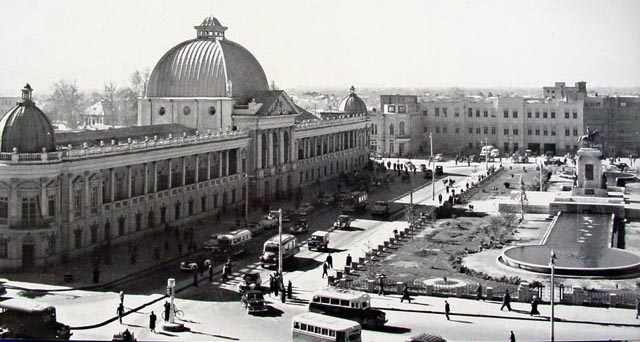
ساختمان تلگرافخانه و میدان توپخانه، در دهه ۱۳۳۰ خ.
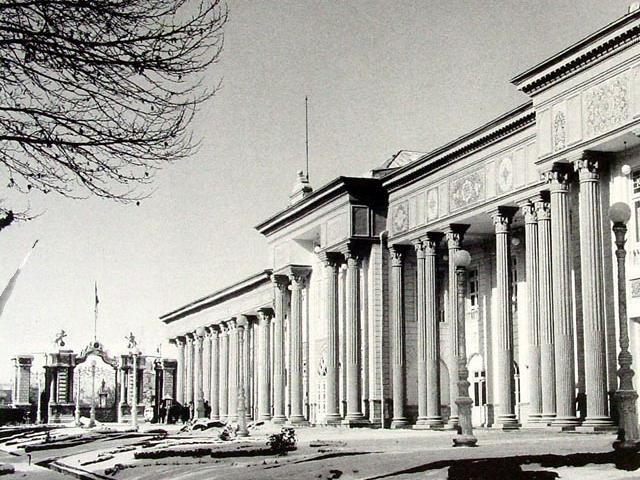
مجلس شورای ملی، سال ۱۳۳۵ خ.
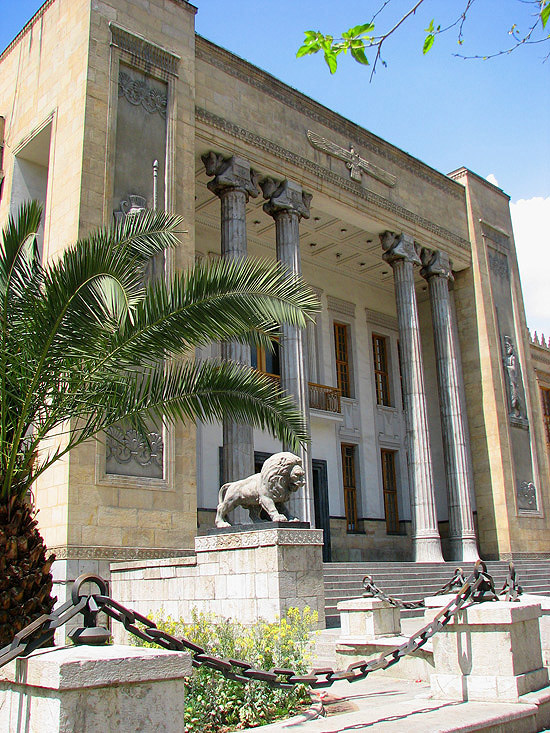
سردر بانک ملی ایران
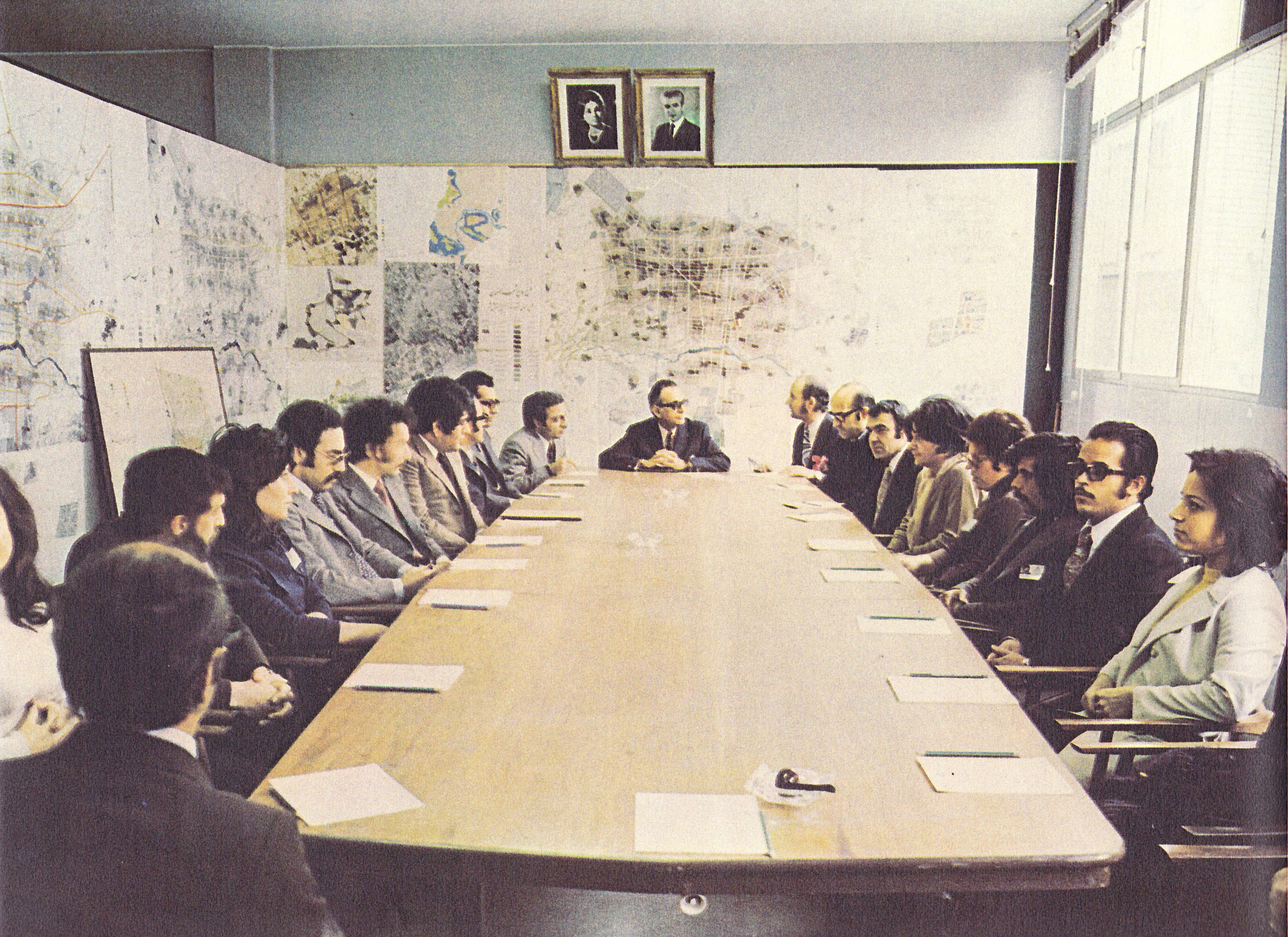
انجمن شهر تهران، دوره پهلوی